# カツライス

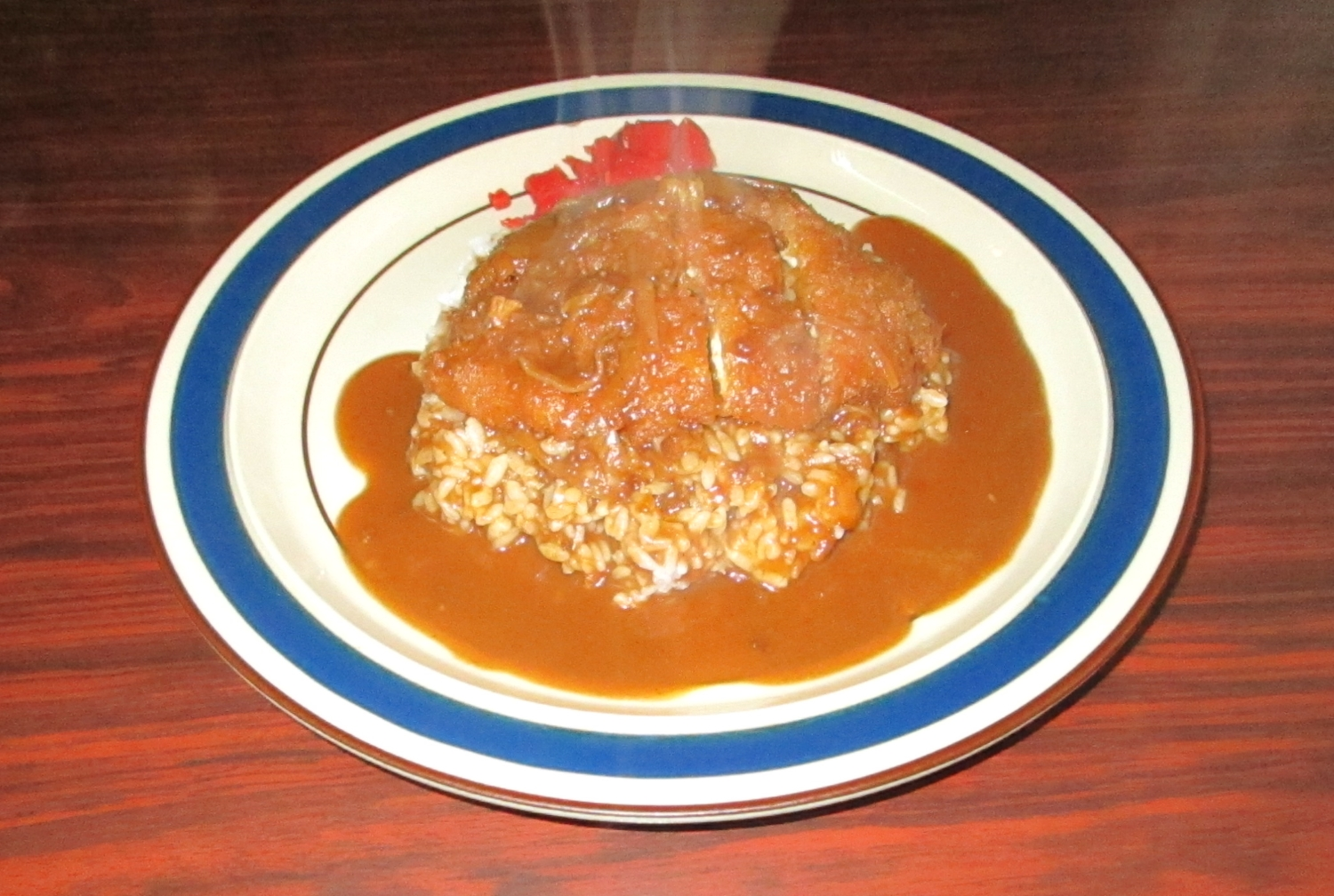
大阪府大阪市のカツライス

カツライスは、英語のカツレツ（cutlet）とライス（rice）を足した合成語。
西日本ではライスの上に牛カツあるいは豚カツを乗せ、デミグラス風のソースをかけたものを「カツライス」と呼ぶことが多い。
「トンカツとご飯をセットで出す料理のことである」とする文献も存在するが、これは「ラーメンライス」や「餃子ライス」などと同様に、ご飯付きセットメニューを指す言葉として主に東日本で用いられる表現である。「カツライス」というメニューでカツとライスを別皿で提供する店も関東地方を中心に少なからず現存するが、この場合はいわゆる「とんかつ定食」と同義である。

## 各地のカツライス

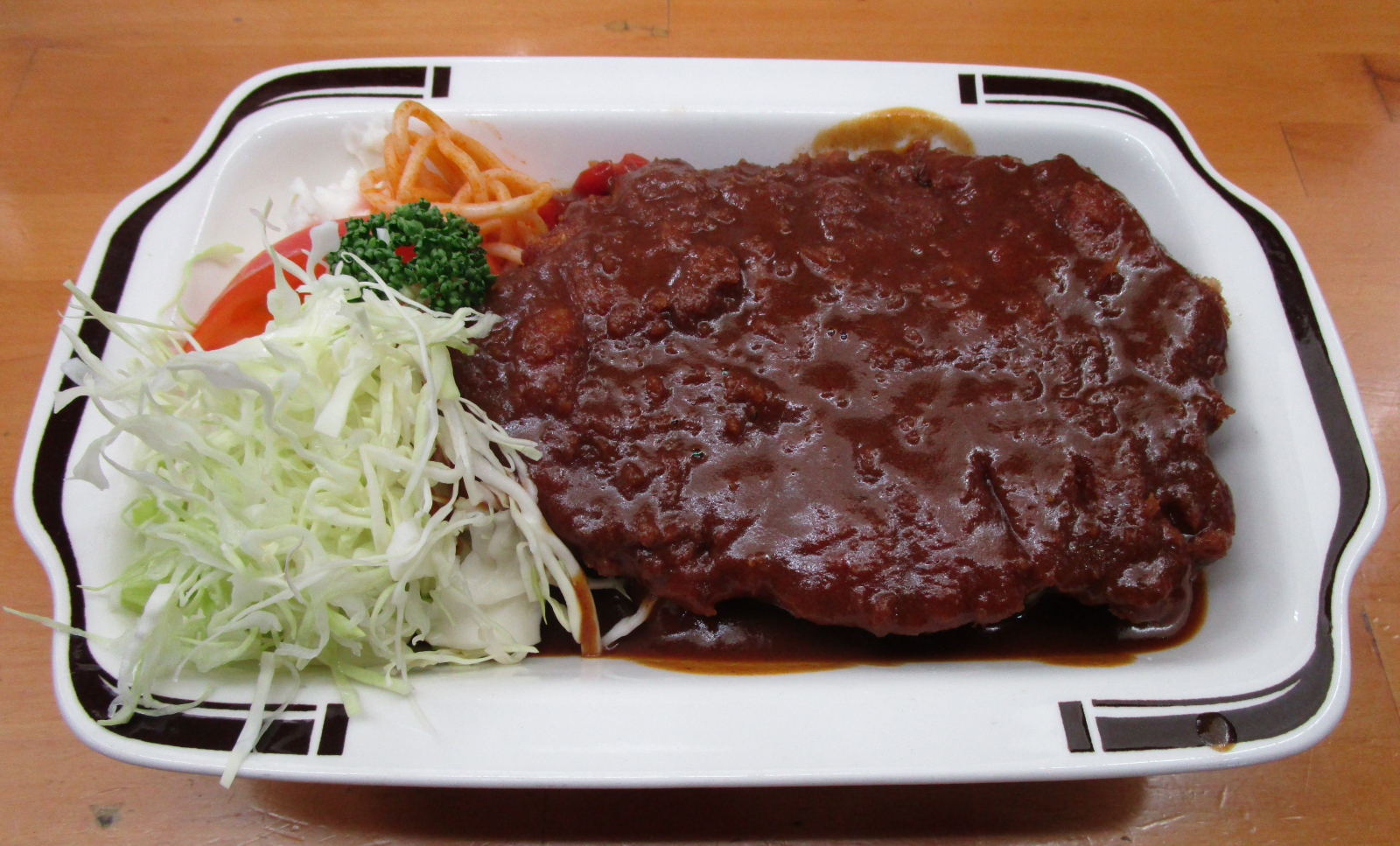
島根県松江市のカツライス

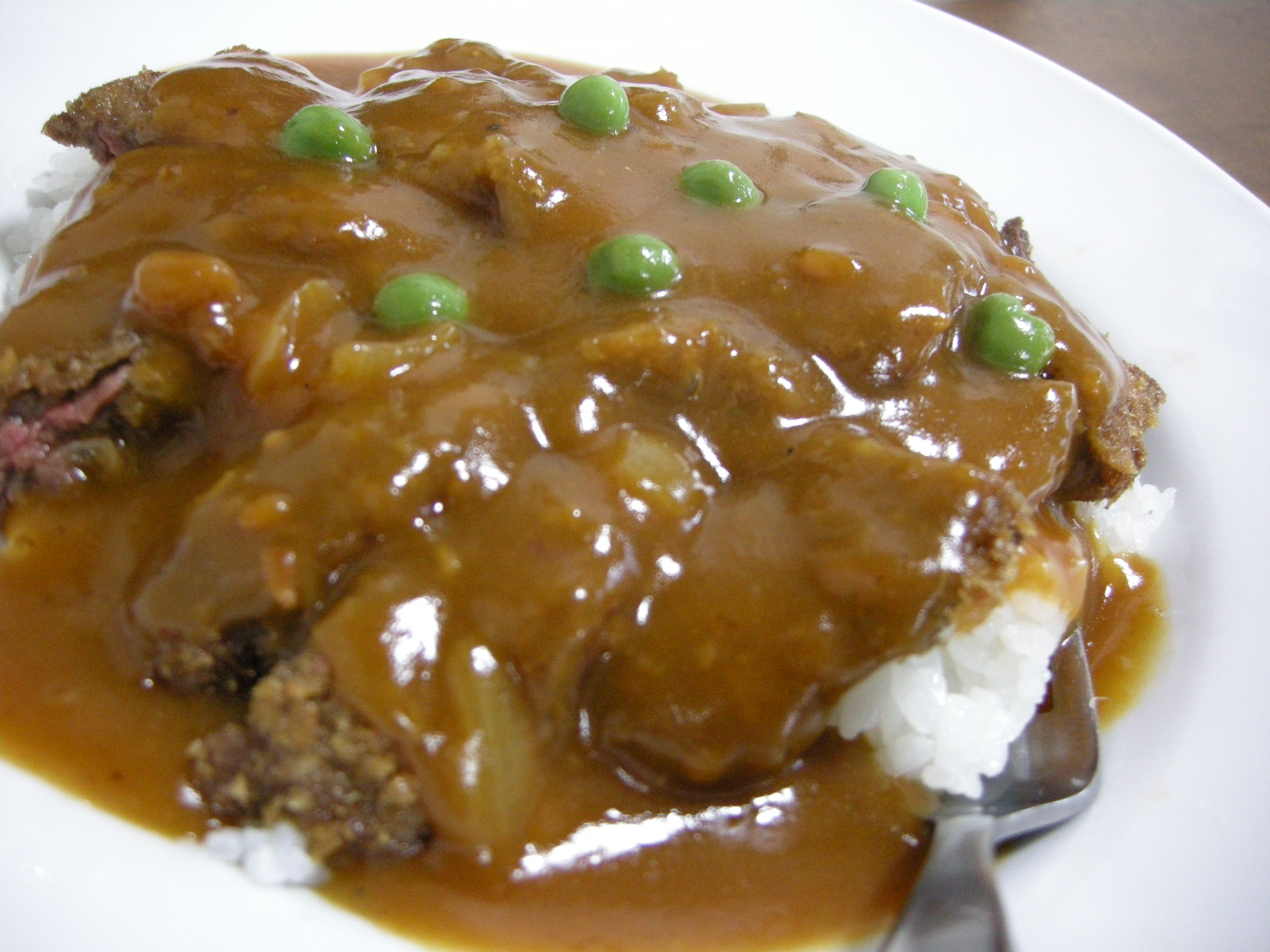
広島県呉市のカツ丼

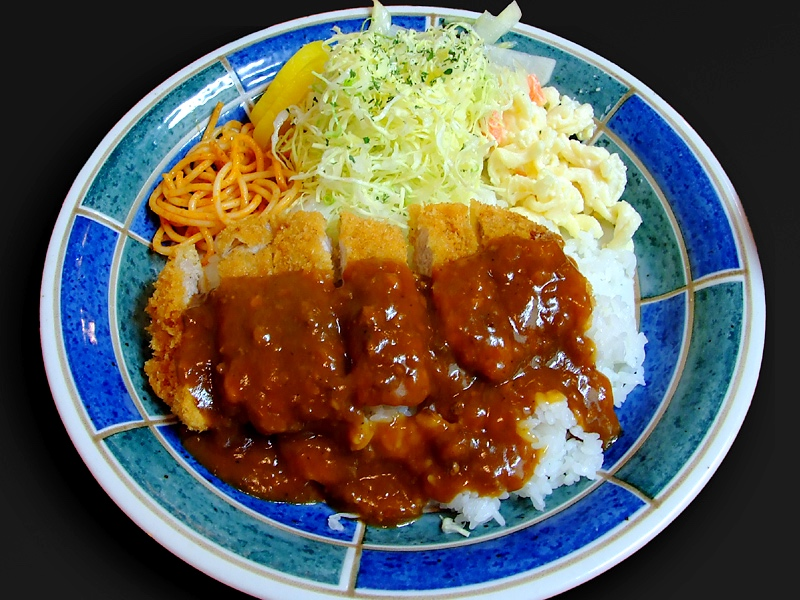
新潟県長岡市の洋風カツ丼（ドミグラスソース）

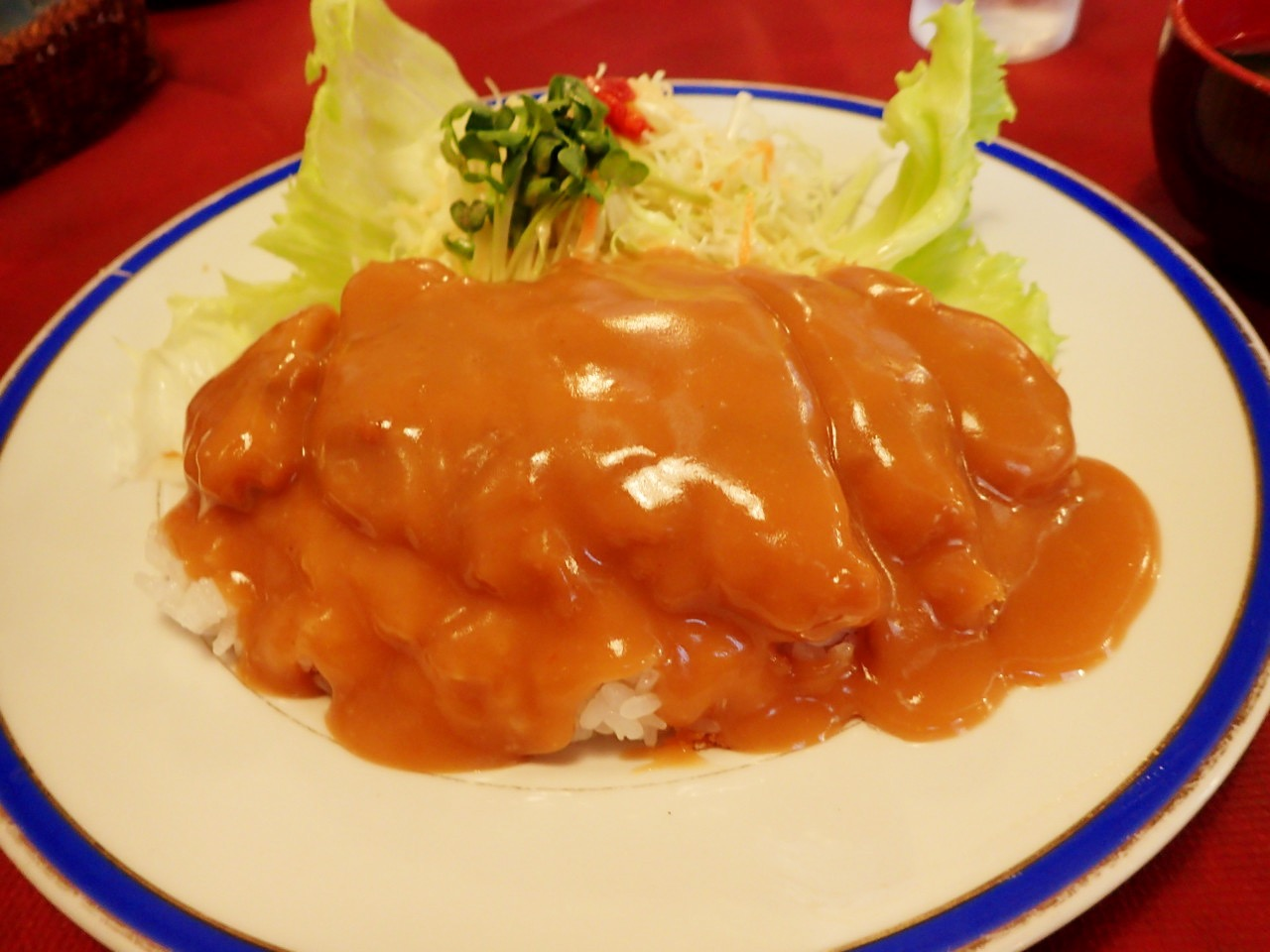
新潟県長岡市の洋風カツ丼（ケチャップベース）

大阪府大阪市
ライスの上に牛カツあるいは豚カツを乗せ、デミグラス風のソースをかけたものをカツライスとしてメニューに載せている洋食屋が、浪速・西成の両区を中心とした地区に散見される。
愛媛県今治市
今治市にはライスの上に豚カツを乗せ、デミグラス風のソースをかけた料理が存在し、カツライスと呼称されている。
島根県松江市
松江市にはライスの上に豚カツを乗せ、デミグラス風のソースをかけた料理が存在し、カツライスと呼称されている。
兵庫県加古川市
加古川市にはライスの上に牛カツあるいは豚カツを乗せ、デミグラス風のソースをかけたかつめしという郷土料理・ご当地グルメが存在し、カツライスの別称がある。
岡山県岡山市
岡山市にはライスの上に豚カツを乗せ、デミグラス風のソースをかけた郷土料理・ご当地グルメが存在するが、カツライスとは呼ばれずドミグラスソースカツ丼と呼ばれる。
広島県呉市
呉市にはライスの上に牛カツを乗せ、デミグラス風のソースをかけた料理を提供する老舗洋食店が存在するが、カツライスとは呼ばず単にカツ丼と称する。
新潟県長岡市
長岡市にはライスの上に豚カツを乗せ、ソースをかけた郷土料理・ご当地グルメが存在するが、カツライスとは呼ばれず洋風カツ丼と呼ばれる。ソースはドミグラスソースの他に、ケチャップベースのものもある。
福岡県大牟田市
大牟田市にはライスの上に豚カツを乗せ、デミグラス風のソースをかけた郷土料理・ご当地グルメが存在するが、カツライスとは呼ばれず洋風カツ丼と呼ばれる。

## その他
- 大映に所属した勝新太郎と市川雷蔵の二人を、その名から「カツライス（勝と雷）」と言い表していた[5]。
- 2021年4月15日から2021年6月13日にかけて大阪王将で「元気盛りハッスル麻婆カツライス」というメニューが提供されていた[6]。